# グランチャコ
グランチャコ（スペイン語:Gran Chaco、ケチュア語:Hatun Chaku、グアラニー語:Cháko）は、ラプラタ盆地西部の人口がまばらな非常に暑く乾燥した半砂漠の地域。ボリビア、パラグアイ、アルゼンチン、ブラジルにまたがる。
「チャコ」（chaco）とはケチュア語で狩猟の土地（hunting land）を意味する。面積はおよそ 647,500km2で、パラグアイ川の西、アンデス山脈の東に位置する。西部の山地に近い部分の高地チャコ（Alto Chaco）は非常に乾燥していて植物もまばらにしか生えていないが、パンタナルに近い東部の低地チャコ（Bajo Chaco）は植物が多く茂っている。
グランチャコにはサバナや塩湖が多く、一帯にはヒメガマ、ボタンウキクサ、ヒルムシロ属、Hymenachne amplexicaulis、Lophocarpinia aculeatifoliaおよびヤシ類のCopernicia albaなどの植物が生え、グアナコ、ジャガー、アメリカバク、オオアルマジロ、マタコミツオビアルマジロ、チャコペッカリー、オオカワウソ、ピューマ、アメリカヒレアシシギ、コシジロウズラシギ、アメリカウズラシギ 、チリーフラミンゴ、レア、カモハクチョウ、パラグアイカイマン、カメなどが生息している。パラグアイ北部のバイーア・ネグラ付近のデフェンソレス・デル・チャコ国立公園、チャコ砂丘国立公園、アグリピーノ・エンシソ中尉国立公園、ネグロ川流域などを含むチャコ地域は2005年にユネスコの生物圏保護区に指定された。また、パラグアイ西部のチャコ・ロッジ湖、ロハス・シルバ中尉湖、ネグロ川、ティンフンケ国立公園、ボリビア南東部のコンセプシオン湖、バニャドス・デ・イソソグおよびパラペティ川、ラス・イスラスヤシ林およびサン・ホセ塩類平原、アルゼンチン北部のドゥルセ川流域の湿地およびマル・チキータ湖はラムサール条約登録地である。